# Kawki
Kawki je minoritní domorodý jazyk ajmarské jazykové rodiny, kterým se hovoří ve vesnici Cachuy, která se nachází jihovýchodně od peruánského hlavního města Lima v provincii Yauyos. Není též jasné jestli tímto jazykem někdo ještě hovoří a jestli se nejedná pouze o dialekt jazyka jaqaru.